# Echinogorgia armata
Echinogorgia armata is een zachte koraalsoort uit de familie Plexauridae. De koraalsoort komt uit het geslacht Echinogorgia. Echinogorgia armata werd in 1909 voor het eerst wetenschappelijk beschreven door Kükenthal. 